# جون وارنر فيتزجيرالد
جون وارنر فيتزجيرالد هو محامي وقاضي وسياسي أمريكي، ولد في 14 نوفمبر 1924 في غراند ليدج في الولايات المتحدة، وتوفي في 7 يوليو 2006 في سانت إغناس في الولايات المتحدة. نشط حزبياً في Michigan Republican Party ‏. وقد انتخب عضو مجلس ولاية ميشيغان ‏.